# 蒲崗
蒲崗（英語：Po Kong），又寫作莆崗或蒲岡，是香港一個已消失的地名，也是一條已消失的原居民村落，位於九龍北部，現時的彩虹道遊樂場一帶。蒲崗村即現今的蒲崗村道及其他「蒲」字頭支路所引指的地名。「蒲」是莆田的簡稱，爲開村之林氏祖籍，而「崗」則是指村莊所在的山崗，故「蒲崗」即「來自莆田的人居住的山崗」。
由於蒲崗村早於二戰時因啟德機場擴建工程被日軍下令拆毀，村民散居各地，加上九龍群鄉在香港戰後市區發展中逐漸被清拆而消亡，而與蒲崗村有關的史料也甚爲缺乏。
根據衙前圍村吳氏廿五世傳人、母親爲蒲崗村林氏族人的吳佛全老人所繪製的九龍鄉村地圖，蒲崗村原址應在現今彩虹道遊樂場。按照吳佛全的說法，蒲崗村原本背靠一座大山，即「蒲崗」之山，約海拔34米高。日軍佔領香港期間曾驅使戰俘削平該山填海，蒲崗僅餘小丘，日軍更在山上設置高射炮台，曾擊落一架盟軍戰機，但駕駛該戰機的美籍機師被抗日遊擊隊所救。吳佛全老人對蒲崗村位置的描述較能與其他史實匹配。二戰結束後該地於1965年至1982年期間曾建成設有機動遊戲的啟德遊樂場，遊樂場結業後被政府改建爲公共設施彩虹道遊樂場及彩虹道體育館，現時遊樂場內隆起之處就是蒲崗山丘的尚存部分。

## 起源
蒲崗得名於該地的蒲崗村（英語：Po Kong Village或Po Kong Tsuen），相傳蒲崗村建於南宋，因村內居民祖籍福建蒲田（即「莆田」，「蒲」與「莆」二字在古代相通），故將新建村莊命名為「蒲崗村」。古時蒲崗村居民主要透過從事食鹽運輸往返內地為生，村民以林姓為主。

據《林氏族譜》記載，宋朝時福建莆田一個名叫林長勝的人，舉家遷往今日九龍黃大仙附近的彭蒲圍（今鑽石山附近的大磡村），一連幾代都以行船為生。一次，他的孫子林松堅、林柏堅駕駛艚船出海遇到颶風，船毀貨失。他們兩人力挽船篷，緊抱船上祀祭的林氏大姑神主，結果浮到了東龍島（南佛堂）北岸，安全脫險。他們認為這是神靈保佑，便在南佛堂建立了祭祀林氏大姑的神廟。這個林氏大姑便是後來人們所稱的天后。其後，林松堅的兒子林道義又在北佛堂修建了祭祀林氏大姑的神廟。這就是北佛堂天后廟的由來。

按照蒲崗村與竹園村的共同族譜所載，兩村的林氏族人同爲十三世祖林喬德的子孫，蒲崗村由從蒲田南下的林氏所建，竹園林氏是蒲崗林氏的分支，兩村林氏亦有共同進行宗教性祭祀儀式的習慣。两村林氏都是清代遷界令結束後定居的。不过遷界的惨痛记忆依然在嘉庆年间生活的林氏族人在族譜中的记述记叙下来。另一方面，復界后数年的1676年，海盗攻陷彭莆围，杀戮村民。极少数外出的村民幸存，而作为后裔的竹園林氏較迅速恢復了其在九龍的勢力，甚至因土地不敷居住，分支了部分竹園族人至蒲崗村土地，但蒲崗林氏與竹園林氏亦一直並存。此林姓居民的定居与分支迁移曲折地反映出復界后的康熙末年能在九龙定居生活的原居民有自我保护的能力。

## 20世紀初的發展
林氏直到二十世紀初仍活躍於蒲崗村，據其族譜所載，有村民在清末時通過出國謀生賺取了可觀的財富，發展產業，甚至捐納了「國學生」的功名。1932年，蒲崗林氏以廿一世孫林成發（外號林奇山）爲首的日煥房子孫代表竹園蒲崗林氏重修《九龍竹園莆崗林氏族譜》，並在其中強調了先祖林道義修建北佛堂天后廟的事蹟，以及蒲崗林氏對該廟的繼承歷史，同時又重修祖墳，並在該廟中安放日煥祖先神位。其時，香港政府正在調整華人廟宇管理政策，並逐步接管全香港所有廟宇。1938年，政府華民政務司正式確認了蒲崗林氏對北佛堂天后廟的所有權，其下轄的華人廟宇委員會答應接管該廟後不單會對廟宇進行修葺工程，還會每年從該廟收入中給予蒲崗林氏50元。

## 蒲崗村的終結
1942年，正值二次大戰香港被日本佔領期間，日軍決定夷平原啟德機場附近一帶的20多條村落以進行機場擴建工程，當中包括蒲崗村。至1943年，蒲崗村被清拆，原來的蒲崗林氏族人散居各地。在機場擴建範圍外的蒲崗村村舍及鄰近原屬同族的竹園村雖然得以保存，但在戰後蒲崗與竹園村一帶成爲木屋區，後來大部分被重建成公營房屋區，如1958年清拆大坑邊木屋而建的黃大仙徙置區，而至今存在的「竹園聯合村」內亦已無原來的林氏族人居住。

## 戰後發展
日軍新建的機場設施雖然在戰爭後期被盟軍猛烈轟炸而嚴重損毀，但在戰後被香港政府重建並繼續運作，直到位於九龍灣新填海地的13/31跑道於1958年落成啟用，日軍所建的機場跑道才被放棄，之後有商人開始在舊跑道原址開設工廠。適逢1960年代香港工業蓬勃發展，蒲崗村原址、附近隔坑村及其以南的荒蕪地帶逐漸被發展成新的住宅及工業區，因工業區位於原蒲崗村一帶，但又已非原來的蒲崗村，故命名爲「新蒲崗」（英語：San Po Kong），並沿用至今。
由於蒲崗村一帶被重建成新的住宅工業區，加上附近的地鐵鑽石山站啟用，蒲崗的地名逐漸被遺忘，只留下蒲崗村道、蒲崗里、蒲田、蒲明、蒲英里、蒲芳里、蒲景里、蒲蕙里及蒲蘅里的街道名稱。

## 曾富花園
20世紀初，蒲崗村附近曾屹立一組輝煌的西式別墅建築，名爲「曾富花園」，是由馬來西亞歸僑曾富（別字兆榮）於民國初年購地興建，附設家塾。但自1930年曾富逝世後，曾家家道中落，別墅曾租予日本僑民居住，但亦在日佔時期隨同蒲崗村一同被拆毀。別墅原址現建有啟德花園。